# A Dallas Stars 2014–2015-ös szezonja
A Dallas Starsnak a 2014–2015-ös szezon a 22. az alapítás óta. A csapat az észak-amerikai profi jégkorongligában, a National Hockey League-ben játszik.

## Előszezon
| # | Dátum          | Otthon                          | Eredmény | Idegenben           | Hossz. | Kapus             | Nézőszám | Tabella | Pont |
| 1 | Szeptember 22. | Dallas Stars                    | 4 – 3    | St. Louis Blues     |        | Lindback/Lehtonen | 14,567   | 1–0–0   | 2    |
| 2 | Szeptember 24. | Florida Panthers                | 3 – 4    | Dallas Stars        | SO     | Campbell/Rynnas   | 2,841    | 2–0–0   | 4    |
| 3 | Szeptember 26. | Tampa Bay Lightning             | 6 – 3    | Dallas Stars        |        | Lehtonen/Rynnas   | 13,635   | 2–1–0   | 4    |
| 4 | Szeptember 27. | St. Louis Blues Kansas City-ben | 2 – 4    | Dallas Stars        |        | Lindback          | N/A      | 3–1–0   | 6    |
| 5 | Szeptember 29. | Dallas Stars                    | 5 – 4    | Florida Panthers    |        | Lehtonen/Lindback | 14,234   | 4–1–0   | 8    |
| 6 | Szeptember 30. | Dallas Stars                    | 1 – 5    | Tampa Bay Lightning |        | Lindback          | 14,212   | 4–2–0   | 8    |

## Alapszakasz

### Divízió tabella
|   | Központi divízió        | MSz | Gy | V  | HV | SzG | KG  | P   |
| - | ----------------------- | --- | -- | -- | -- | --- | --- | --- |
| 1 | Y – St. Louis Blues     | 82  | 51 | 24 | 7  | 248 | 201 | 109 |
| 2 | X – Nashville Predators | 82  | 47 | 25 | 10 | 232 | 208 | 104 |
| 3 | X – Chicago Blackhawks  | 82  | 48 | 29 | 6  | 229 | 189 | 102 |
| 4 | X – Minnesota Wild      | 82  | 46 | 28 | 8  | 231 | 201 | 100 |
| 5 | X – Winnipeg Jets       | 82  | 43 | 26 | 13 | 230 | 210 | 99  |
| 6 | Dallas Stars            | 82  | 41 | 31 | 10 | 261 | 260 | 92  |
| 7 | Colorado Avalanche      | 82  | 39 | 31 | 12 | 219 | 227 | 90  |

### Nyugati főcsoport tabella
|   | Top 3 (Központi divízió) | MSz | Gy | V  | HV | SzG | KG  | P   |
| - | ------------------------ | --- | -- | -- | -- | --- | --- | --- |
| 1 | Y – St. Louis Blues      | 82  | 51 | 24 | 7  | 248 | 201 | 109 |
| 2 | X – Nashville Predators  | 82  | 47 | 25 | 10 | 232 | 208 | 104 |
| 3 | X – Chicago Blackhawks   | 82  | 48 | 29 | 6  | 229 | 189 | 102 |

|   | Top 3 (Csendes-óceáni divízió) | MSz | Gy | V  | HV | SzG | KG  | P   |
| - | ------------------------------ | --- | -- | -- | -- | --- | --- | --- |
| 1 | Z – Anaheim Ducks              | 82  | 51 | 24 | 7  | 236 | 226 | 109 |
| 2 | X – Vancouver Canucks          | 82  | 48 | 29 | 5  | 242 | 222 | 101 |
| 3 | X – Calgary Flames             | 82  | 45 | 30 | 7  | 241 | 216 | 97  |

|      | Wild Card helyezés | Div | MSz | Gy | V  | HV | SzG | KG  | P   |
| ---- | ------------------ | --- | --- | -- | -- | -- | --- | --- | --- |
| 1    | X – Minnesota Wild | K   | 82  | 46 | 28 | 8  | 231 | 201 | 100 |
| 2    | X – Winnipeg Jets  | K   | 82  | 43 | 26 | 13 | 230 | 210 | 99  |
| 2.5  |                    |     |     |    |    |    |     |     |     |
| 3    | Los Angeles Kings  | Cs  | 82  | 40 | 27 | 15 | 220 | 205 | 95  |
| 4    | Dallas Stars       | K   | 82  | 41 | 31 | 10 | 261 | 260 | 92  |
| 5    | Colorado Avalanche | K   | 82  | 39 | 31 | 12 | 219 | 227 | 90  |
| 6    | San Jose Sharks    | Cs  | 82  | 40 | 33 | 9  | 228 | 232 | 89  |
| 7    | Edmonton Oilers    | Cs  | 82  | 24 | 44 | 14 | 198 | 283 | 62  |
| 8    | Phoenix Coyotes    | Cs  | 82  | 24 | 50 | 8  | 170 | 272 | 56  |

### Mérkőzések

#### Október
| #  | Dátum       | Otthon                | Eredmény | Idegenben           | Hossz. | Kapus    | Nézőszám | Tabella | Pont |
| 1  | Október 9.  | Dallas Stars          | 2 – 3    | Chicago Blackhawks  | SO     | Lehtonen | 18,768   | 0–0–1   | 1    |
| 2  | Október 11. | Nashville Predators   | 4 – 1    | Dallas Stars        |        | Lindback | 17,113   | 0–1–1   | 1    |
| 3  | Október 14. | Columbus Blue Jackets | 2 – 4    | Dallas Stars        |        | Lehtonen | 15,995   | 1–1–1   | 3    |
| 4  | Október 16. | Pittsburgh Penguins   | 2 – 3    | Dallas Stars        |        | Lehtonen | 18,615   | 2–1–1   | 5    |
| 5  | Október 19. | Dallas Stars          | 5 – 6    | Philadelphia Flyers | HV     | Lehtonen | 18,532   | 2–1–2   | 6    |
| 6  | Október 21. | Dallas Stars          | 6 – 3    | Vancouver Canucks   |        | Lehtonen | 15,678   | 3–1–2   | 8    |
| 7  | Október 24. | New Jersey Devils     | 2 – 3    | Dallas Stars        | SO     | Lehtonen | 14,657   | 4–1–2   | 10   |
| 8  | Október 25. | New York Islanders    | 7 – 5    | Dallas Stars        |        | Lindback | 15,208   | 4–2–2   | 10   |
| 9  | Október 28. | Dallas Stars          | 3 – 4    | St. Louis Blues     | HV     | Lehtonen | 16,232   | 4–2–3   | 11   |
| 10 | Október 31. | Dallas Stars          | 1 – 2    | Anaheim Ducks       | HV     | Lehtonen | 15,343   | 4–2–4   | 12   |

#### November
| #  | Dátum        | Otthon             | Eredmény | Idegenben           | Hossz. | Kapus             | Nézőszám | Tabella | Pont |
| 11 | November 1.  | Minnesota Wild     | 4 – 1    | Dallas Stars        |        | Lehtonen          | 19,088   | 4–3–4   | 12   |
| 12 | November 4.  | Dallas Stars       | 1 – 3    | Los Angeles Kings   |        | Lehtonen          | 16,567   | 4–4–4   | 12   |
| 13 | November 6.  | Dallas Stars       | 2 – 3    | Nashville Predators |        | Lehtonen          | 17,054   | 4–5–4   | 12   |
| 14 | November 8.  | Dallas Stars       | 3 – 5    | San Jose Sharks     |        | Lindback          | 17,023   | 4–6–4   | 12   |
| 15 | November 11. | Arizona Coyotes    | 3 – 4    | Dallas Stars        |        | Lehtonen          | 11,866   | 5–6–4   | 14   |
| 16 | November 13. | Los Angeles Kings  | 0 – 2    | Dallas Stars        |        | Lehtonen          | 18,230   | 6–6–4   | 16   |
| 17 | November 15. | Dallas Stars       | 1 – 2    | Minnesota Wild      |        | Lehtonen          | 17,543   | 6–7–4   | 16   |
| 18 | November 16. | Chicago Blackhawks | 6 – 2    | Dallas Stars        |        | Lehtonen          | 21,671   | 6–8–4   | 16   |
| 19 | November 18. | Dallas Stars       | 4 – 6    | Carolina Hurricanes |        | Lindback/Lehtonen | 15,678   | 6–9–4   | 16   |
| 20 | November 20. | Dallas Stars       | 3 – 1    | Arizona Coyotes     |        | Lehtonen          | 16,078   | 7–9–4   | 18   |
| 21 | November 22. | Dallas Stars       | 5 – 4    | Los Angeles Kings   |        | Lehtonen          | 18,111   | 8–9–4   | 20   |
| 22 | November 25. | Dallas Stars       | 3 – 2    | Edmonton Oilers     |        | Lehtonen          | 16,322   | 9–9–4   | 22   |
| 23 | November 28. | Dallas Stars       | 4 – 5    | Minnesota Wild      | HV     | Lehtonen          | 18,532   | 9–9–5   | 23   |
| 24 | November 29. | Colorado Avalanche | 5 – 2    | Dallas Stars        |        | Lindback          | 15,762   | 9–10–5  | 23   |

#### December
| #  | Dátum        | Otthon              | Eredmény | Idegenben           | Hossz. | Kapus             | Nézőszám | Tabella | Pont |
| 25 | December 2.  | Toronto Maple Leafs | 5 – 3    | Dallas Stars        |        | Lehtonen          | 19,021   | 9–11–5  | 23   |
| 26 | December 4.  | Detroit Red Wings   | 5 – 2    | Dallas Stars        |        | Rynnas            | 20,027   | 9–12–5  | 23   |
| 27 | December 6.  | Dallas Stars        | 4 – 1    | Montréal Canadiens  |        | Lehtonen          | 16,098   | 10–12–5 | 25   |
| 28 | December 9.  | Dallas Stars        | 2 – 5    | Winnipeg Jets       |        | Lehtonen/Rynnas   | 15,987   | 10–13–5 | 25   |
| 29 | December 13. | Dallas Stars        | 4 – 3    | New Jersey Devils   |        | Lehtonen          | 16,110   | 11–13–5 | 27   |
| 30 | December 17. | Vancouver Canucks   | 0 – 2    | Dallas Stars        |        | Lehtonen          | 18,775   | 12–13–5 | 29   |
| 31 | December 19. | Calgary Flames      | 1 – 2    | Dallas Stars        |        | Lehtonen          | 19,289   | 13–13–5 | 31   |
| 32 | December 21. | Edmonton Oilers     | 5 – 6    | Dallas Stars        |        | Lehtonen/Lindback | 16,839   | 14–13–5 | 33   |
| 33 | December 23. | Dallas Stars        | 0 – 4    | Toronto Maple Leafs |        | Lehtonen          | 18,532   | 14–14–5 | 33   |
| 34 | December 27. | St. Louis Blues     | 3 – 4    | Dallas Stars        |        | Lehtonen          | 19,683   | 15–14–5 | 35   |
| 35 | December 29. | Dallas Stars        | 3 – 2    | New York Rangers    |        | Lehtonen          | 18,532   | 16–14–5 | 37   |
| 36 | December 31. | Dallas Stars        | 6 – 0    | Arizona Coyotes     |        | Lehtonen          | 18,532   | 17–14–5 | 39   |

#### Január
| #  | Dátum      | Otthon              | Eredmény | Idegenben             | Hossz. | Kapus             | Nézőszám | Tabella | Pont |
| 37 | Január 3.  | Dallas Stars        | 7 – 1    | Minnesota Wild        |        | Lehtonen          | 18,532   | 18–14–5 | 41   |
| 38 | Január 4.  | Chicago Blackhawks  | 5 – 4    | Dallas Stars          | HV     | Lehtonen          | 21,884   | 18–14–6 | 42   |
| 39 | Január 6.  | Dallas Stars        | 2 – 4    | Columbus Blue Jackets |        | Lindback          | 17,123   | 18–15–6 | 42   |
| 40 | Január 8.  | Nashville Predators | 3 – 2    | Dallas Stars          | HV     | Lehtonen          | 17,113   | 18–15–7 | 43   |
| 41 | Január 10. | Colorado Avalanche  | 4 – 3    | Dallas Stars          |        | Lehtonen          | 18,007   | 18–16–7 | 43   |
| 42 | Január 13. | Dallas Stars        | 5 – 4    | Ottawa Senators       |        | Lehtonen/Lindback | 16,213   | 19–16–7 | 45   |
| 43 | Január 15. | Dallas Stars        | 1 – 2    | Winnipeg Jets         |        | Lindback          | 16,221   | 19–17–7 | 45   |
| 44 | Január 17. | Dallas Stars        | 5 – 4    | Washington Capitals   |        | Lehtonen          | 18,532   | 20–17–7 | 47   |
| 45 | Január 18. | Chicago Blackhawks  | 3 – 6    | Dallas Stars          |        | Lehtonen          | 22,135   | 21–17–7 | 49   |
| 46 | Január 20. | Dallas Stars        | 1 – 3    | Boston Bruins         |        | Lehtonen          | 17,432   | 21–18–7 | 49   |
| 47 | Január 27. | Montréal Canadiens  | 3 – 2    | Dallas Stars          |        | Lehtonen          | 21,286   | 21–19–7 | 49   |
| 48 | Január 29. | Ottawa Senators     | 3 – 6    | Dallas Stars          |        | Lehtonen          | 18,752   | 22–19–7 | 51   |
| 49 | Január 31. | Winnipeg Jets       | 2 – 5    | Dallas Stars          |        | Lehtonen          | 15,016   | 23–19–7 | 53   |

#### Február
| #  | Dátum       | Otthon             | Eredmény | Idegenben           | Hossz. | Kapus           | Nézőszám | Tabella  | Pont |
| 50 | Február 3.  | Dallas Stars       | 2 – 3    | Colorado Avalanche  | SO     | Lehtonen        | 16,521   | 23–19–8  | 54   |
| 51 | Február 5.  | Dallas Stars       | 3 – 5    | Tampa Bay Lightning |        | Lehtonen        | 16,010   | 23–20–8  | 54   |
| 52 | Február 7.  | Buffalo Sabres     | 3 – 2    | Dallas Stars        |        | Lindback        | 18,426   | 23–21–8  | 54   |
| 53 | Február 8.  | New York Rangers   | 2 – 3    | Dallas Stars        | HGy    | Lehtonen        | 18,006   | 24–21–8  | 56   |
| 54 | Február 10. | Boston Bruins      | 3 – 5    | Dallas Stars        |        | Lehtonen        | 17,565   | 25–21–8  | 58   |
| 55 | Február 13. | Dallas Stars       | 2 – 0    | Florida Panthers    |        | Lehtonen        | 18,211   | 26–21–8  | 60   |
| 56 | Február 14. | Colorado Avalanche | 4 – 1    | Dallas Stars        |        | Lehtonen        | 18,087   | 26–22–8  | 60   |
| 57 | Február 17. | St. Louis Blues    | 1 – 4    | Dallas Stars        |        | Lehtonen        | 18,087   | 27–22–8  | 62   |
| 58 | Február 19. | Dallas Stars       | 2 – 5    | San Jose Sharks     |        | Lehtonen/Enroth | 17,568   | 27–23–8  | 62   |
| 59 | Február 21. | Dallas Stars       | 6 – 7    | Detroit Red Wings   | HV     | Lehtonen        | 18,532   | 27–23–9  | 63   |
| 60 | Február 22. | Minnesota Wild     | 6 – 2    | Dallas Stars        |        | Enroth          | 18,754   | 27–24–9  | 63   |
| 61 | Február 24. | Winnipeg Jets      | 4 – 2    | Dallas Stars        |        | Enroth          | 15,016   | 27–25–9  | 63   |
| 62 | Február 27. | Dallas Stars       | 4 – 5    | Colorado Avalanche  | SO     | Lehtonen        | 15,431   | 27–25–10 | 64   |

#### Március
| #  | Dátum       | Otthon              | Eredmény | Idegenben           | Hossz. | Kapus           | Nézőszám | Tabella  | Pont |
| 63 | Március 1.  | Dallas Stars        | 1 – 3    | Anaheim Ducks       |        | Enroth          | 17,657   | 27–26–10 | 64   |
| 64 | Március 3.  | Dallas Stars        | 3 – 2    | New York Islanders  | HGy    | Lehtonen        | 17,453   | 28–26–10 | 66   |
| 65 | Március 5.  | Florida Panthers    | 3 – 4    | Dallas Stars        | SO     | Lehtonen/Enroth | 8,510    | 29–26–10 | 68   |
| 66 | Március 7.  | Tampa Bay Lightning | 5 – 4    | Dallas Stars        |        | Enroth          | 19,204   | 29–27–10 | 68   |
| 67 | Március 10. | Philadelphia Flyers | 1 – 2    | Dallas Stars        |        | Lehtonen        | 18,723   | 30–27–10 | 70   |
| 68 | Március 12. | Carolina Hurricanes | 3 – 5    | Dallas Stars        |        | Lehtonen        | 10,025   | 31–27–10 | 72   |
| 69 | Március 13. | Washington Capitals | 2 – 4    | Dallas Stars        |        | Lehtonen        | 18,506   | 32–27–10 | 74   |
| 70 | Március 15. | Dallas Stars        | 0 – 3    | St. Louis Blues     |        | Lehtonen        | 18,532   | 32–28–10 | 74   |
| 71 | Március 19. | Dallas Stars        | 2 – 1    | Pittsburgh Penguins |        | Lehtonen        | 18,532   | 33–28–10 | 76   |
| 72 | Március 21. | Dallas Stars        | 4 – 0    | Chicago Blackhawks  |        | Lehtonen        | 18,532   | 34–28–10 | 78   |
| 73 | Március 23. | Dallas Stars        | 4 – 3    | Buffalo Sabres      |        | Lehtonen        | 18,113   | 35–28–10 | 80   |
| 74 | Március 25. | Calgary Flames      | 3 – 4    | Dallas Stars        | SO     | Lehtonen        | 19,289   | 36–28–10 | 82   |
| 75 | Március 27. | Edmonton Oilers     | 4 – 0    | Dallas Stars        |        | Lehtonen        | 16,839   | 36–29–10 | 82   |
| 76 | Március 28. | Vancouver Canucks   | 3 – 4    | Dallas Stars        | HGy    | Lehtonen        | 18,595   | 37–29–10 | 84   |
| 77 | Március 30. | Dallas Stars        | 3 – 5    | Calgary Flames      |        | Lehtonen/Enroth | 17,898   | 37–30–10 | 84   |

#### Április
| #  | Dátum       | Otthon              | Eredmény | Idegenben           | Hossz. | Kapus           | Nézőszám | Tabella  | Pont |
| 78 | Április 3.  | Dallas Stars        | 5 – 7    | St. Louis Blues     |        | Lehtonen/Enroth | 18,532   | 37–31–10 | 84   |
| 79 | Április 4.  | Nashville Predators | 3 – 4    | Dallas Stars        |        | Enroth          | 17,113   | 38–31–10 | 86   |
| 80 | Április 6.  | San Jose Sharks     | 1 – 5    | Dallas Stars        |        | Enroth          | 17,562   | 39–31–10 | 88   |
| 81 | Április 8.  | Anaheim Ducks       | 0 – 4    | Dallas Stars        |        | Enroth          | 17,252   | 40–31–10 | 90   |
| 82 | Április 11. | Dallas Stars        | 4 – 1    | Nashville Predators |        | Enroth          | 18,532   | 41–31–10 | 92   |

## Rájátszás
A Dallas Stars nem jutott be a rájátszába.

## Kanadai táblázat

### Mezőnyjátékosok
| Játékos           | MSz | G  | A  | P  | +/- | BP  |
| ----------------- | --- | -- | -- | -- | --- | --- |
| Jamie Benn        | 82  | 35 | 52 | 87 | 1   | 64  |
| Tyler Seguin      | 71  | 37 | 40 | 77 | -1  | 20  |
| Jason Spezza      | 82  | 17 | 45 | 62 | -7  | 28  |
| Cody Eakin        | 78  | 19 | 21 | 40 | -1  | 26  |
| John Klingberg    | 65  | 11 | 29 | 40 | 5   | 32  |
| Trevor Daley      | 68  | 16 | 22 | 38 | -13 | 34  |
| Alex Goligoski    | 81  | 4  | 32 | 36 | 0   | 24  |
| Erik Cole‡        | 57  | 18 | 15 | 33 | 4   | 14  |
| Aleš Hemský       | 76  | 11 | 21 | 32 | -8  | 16  |
| Shawn Horcoff     | 76  | 11 | 18 | 29 | 9   | 27  |
| Vernon Fiddler    | 80  | 13 | 16 | 29 | -5  | 34  |
| Patrick Eaves     | 47  | 14 | 13 | 27 | 12  | 8   |
| Colton Sceviour   | 71  | 9  | 17 | 26 | 1   | 13  |
| Antoine Roussel   | 80  | 13 | 12 | 25 | -20 | 148 |
| Ryan Garbutt      | 67  | 8  | 17 | 25 | -9  | 55  |
| Jason Demers†     | 61  | 5  | 17 | 22 | 3   | 63  |
| Jordie Benn       | 73  | 2  | 14 | 16 | -5  | 34  |
| Jyrki Jokipakka   | 51  | 0  | 10 | 10 | -2  | 8   |
| Travis Moen†      | 34  | 3  | 6  | 9  | 0   | 14  |
| Brett Ritchie     | 31  | 6  | 3  | 9  | -1  | 12  |
| Jamie Oleksiak    | 36  | 1  | 7  | 8  | 0   | 8   |
| Curtis McKenzie   | 36  | 4  | 1  | 5  | -8  | 48  |
| Patrik Nemeth     | 22  | 0  | 3  | 3  | 0   | 6   |
| Kevin Connauton‡  | 8   | 0  | 2  | 2  | 4   | 6   |
| Valerj Nyicsuskin | 8   | 0  | 1  | 1  | -5  | 2   |
| Brenden Dillon‡   | 20  | 0  | 1  | 1  | -2- | 23  |
| Szergej Goncsar‡  | 3   | 0  | 1  | 1  | -1  | 2   |
| Travis Morin      | 6   | 0  | 0  | 0  | 1   | 0   |
| Brendan Ranford   | 1   | 0  | 0  | 0  | 0   | 0   |
| David Schlemko†‡  | 5   | 0  | 0  | 0  | 0   | 0   |

### Kapusok
| Játékos          | MSz | KMSz | JI    | Gy | V  | HV | KG  | KGÁ  | Lö   | Lö%  | SO | G | A | B |
| ---------------- | --- | ---- | ----- | -- | -- | -- | --- | ---- | ---- | ---- | -- | - | - | - |
| Kari Lehtonen    | 65  | 65   | 3,698 | 34 | 17 | 10 | 181 | 2.94 | 1875 | .903 | 5  | 0 | 3 | 2 |
| Jhonas Enroth†   | 13  | 9    | 630   | 5  | 5  | 0  | 25  | 2.38 | 267  | .906 | 1  | 0 | 0 | 0 |
| Anders Lindbäck‡ | 10  | 7    | 517   | 2  | 8  | 0  | 32  | 3.71 | 256  | .875 | 0  | 0 | 1 | 0 |
| Jussi Rynnäs     | 2   | 1    | 92    | 0  | 1  | 0  | 7   | 4.57 | 44   | .841 | 0  | 0 | 0 | 0 |

†Szezon közben került a csapathoz, azelőtt máshol játszott. Csak a Starsnál lejátszott mérkőzések statisztikái.

‡Szezon közben elcserélték.

## Díjak, mérföldkövek, rekordok

### Díjaik
| Alapszakasz    |                                |                          |
| Játékos        | Díj                            | Dátum                    |
| Tyler Seguin   | 1. legjobb játékos a héten     | 2014. október 13. – 19.  |
| Tyler Seguin   | 3. legjobb játékos a hónapban  | 2014. október            |
| Jamie Benn     | 3. legjobb játékos a héten     | 2014. november 17. – 23. |
| Tyler Seguin   | 2015-ös All-Star Gála          | 2015. január 10.         |
| John Klingberg | A hónap legjobb újonc játékosa | 2015. január             |
| Jamie Benn     | 1. legjobb játékos a héten     | 2015. április 6. – 12.   |
| Jamie Benn     | Art Ross-trófea                | 2014–2015                |

### Mérföldkövek
| Alapszakasz     |                                              |                    |
| Játékos         | Mérföldkő                                    | Dátum              |
| Alex Goligoski  | 400. NHL-mérkőzés                            | 2014. október 9.   |
| Tyler Seguin    | 5. NHL-mesterhármas                          | 2014. október 14.  |
| Curtis McKenzie | Első NHL-mérkőzés                            | 2014. október 19.  |
| Shawn Horcoff   | 300. NHL-assziszt                            | 2014. október 21.  |
| Jyrki Jokipakka | Első NHL-mérkőzés                            | 2014. október 24.  |
| Jamie Oleksiak  | Első NHL-gól                                 | 2014. október 28.  |
| Tyler Seguin    | 100. NHL-gól                                 | 2014. október 28.  |
| Trevor Daley    | 200. NHL-pont                                | 2014. október 28.  |
| Trevor Daley    | 700. NHL-mérkőzés                            | 2014. november 4.  |
| Jason Spezza    | 700. NHL-mérkőzés                            | 2014. november 8.  |
| Jason Spezza    | 700. NHL-pont                                | 2014. november 8.  |
| Tyler Seguin    | 6. NHL-mesterhármas                          | 2014. november 8.  |
| John Klingberg  | Első NHL-mérkőzés                            | 2014. november 11. |
| Kari Lehtonen   | 28. NHL-shutout                              | 2014. november 13. |
| Tyler Seguin    | 300. NHL-mérkőzés                            | 2014. november 15. |
| Curtis McKenzie | Első NHL-pont Első NHL-gól                   | 2014. november 16. |
| Erik Cole       | 500. NHL-pont                                | 2014. november 16. |
| John Klingberg  | Első NHL-pont Első NHL-assziszt              | 2014. november 16. |
| John Klingberg  | Első NHL-gól                                 | 2014. november 20. |
| Ales Hemsky     | 500. NHL-pont                                | 2014. november 28. |
| Jyrki Jokipakka | Első NHL-pont Első NHL-assziszt              | 2014. november 28. |
| Jason Demers    | 100. NHL-pont                                | 2014. november 28. |
| Shawn Horcoff   | 900. NHL-mérkőzés                            | 2014. december 6.  |
| Travis Moen     | 800. NHL-mérkőzés                            | 2014. december 6.  |
| Kari Lehtonen   | 29. NHL-shutout                              | 2014. december 17. |
| Jamie Benn      | 300. NHL-pont                                | 2014. december 19. |
| Ales Hemsky     | 700. NHL-mérkőzés                            | 2014. december 19. |
| Brett Ritchie   | Első NHL-mérkőzés Első NHL-pont Első NHL-gól | 2014. december 31. |
| Kari Lehtonen   | 30. NHL-shutout                              | 2014. december 31. |
| Brett Ritchie   | Első NHL-assziszt                            | 2015. január 3.    |
| Cody Eakin      | 200. NHL-mérkőzés                            | 2015. január 17.   |
| Vernon Fiddler  | 700. NHL-mérkőzés                            | 2015. január 20.   |
| Kari Lehtonen   | 31. NHL-shutout                              | 2015. február 13.  |
| Jamie Benn      | 400. NHL-mérkőzés                            | 2015. február 14.  |
| Jamie Benn      | Első NHL-mesterhármas                        | 2015. február 17.  |
| Brendan Ranford | Első NHL-mérkőzés                            | 2015. február 19.  |
| Curtis McKenzie | Első NHL-assziszt                            | 2015. március 10.  |
| Kari Lehtonen   | 500. NHL-mérkőzés                            | 2015. március 12.  |
| Cody Eakin      | 100. NHL-pont                                | 2015. március 19.  |
| Kari Lehtonen   | 32. NHL-shutout                              | 2015. március 21.  |
| Jamie Benn      | 200. NHL-assziszt                            | 2015. március 23.  |
| Antoine Roussel | 200. NHL-mérkőzés                            | 2015. április 11.  |
| Jamie Benn      | 2. NHL-mesterhármas                          | 2015. április 11.  |

## Játékoscserék

### Cserék
| Dátum              | Részletek                                                                                               | Részletek                                                                                      |
| 2014. július 1.    | Az Ottawa Senatorsnak Alex Chiasson Nick Paul Alex Guptill Második körös draftjog a 2015-ös NHL-drafton | A Dallas Starsnak Jason Spezza Ludwig Karlsson                                                 |
| 2014. november 11. | A Montréal Canadiensnek Szergej Goncsar                                                                 | A Dallas Starsnak Travis Moen                                                                  |
| 2014. november 21. | A San Jose Sharksnak Brenden Dillon                                                                     | A Dallas Starsnak Jason Demers Harmadik körös draftjog a 2016-os NHL-drafton                   |
| 2015. február 11.  | A Buffalo Sabresnek Anders Lindback Feltételes harmadik körös draftjog a 2016-os NHL-drafton            | A Dallas Starsnak Jhonas Enroth                                                                |
| 2015. március 1.   | A Detroit Red Wingsnek Erik Cole lehetséges harmadik körös draftjog a 2015-ös NHL-drafton               | A Dallas Starsnak Mattias Bäckman Mattias Janmark Második körös draftjog a 2015-ös NHL-drafton |

### Igazolt szabadügynökök
| Dátum           | Játékos         | Volt csapata        | Szerződés adatai                   |
| 2014. július 1. | Anders Lindbäck | Tampa Bay Lightning | 1 év, $925,000                     |
| 2014. július 1. | Aleš Hemský     | Ottawa Senators     | 3 év, $12 millió                   |
| 2014. július 1. | Patrick Eaves   | Nashville Predators | 1 év, $650,000                     |
| 2014. július 1. | Brendan Ranford | Texas Stars         | 2 év, $1.22 millió (alapszerződés) |
| 2014. július 7. | Jussi Rynnäs    | Oulun Kärpät        | 2 év, $1.125 millió                |

### Elvesztett szabadügynökök
| Játékos        | Új csapat         | Szerződés adatai |
| Chris Mueller  | New York Rangers  | 1 év, $600,000   |
| Dustin Jeffrey | Vancouver Canucks | 1 év, $600,000   |

### Szerzett játékosok
| Dátum           | játékos        | Volt csapat     |
| 2015. január 3. | David Schlemko | Arizona Coyotes |

### Elengedett játékosok
| Dátum              | Játékos         | Új csapat             |
| 2014. november 18. | Kevin Connauton | Columbus Blue Jackets |
| 2015. március 1.   | David Schlemko  | Calgary Flames        |

## Draft
| Kör | #   | Játékos             | Poszt | Nemzetiség                | Főiskola/Junior/Klub csapat (Liga) |
| --- | --- | ------------------- | ----- | ------------------------- | ---------------------------------- |
| 1   | 14  | Julius Honka        | V     | Finnország                | Swift Current Broncos (WHL)        |
| 2   | 45  | Brett Pollock       | BSz   | Kanada                    | Edmonton Oil Kings (WHL)           |
| 3   | 75  | Alexander Peters    | V     | Kanada                    | Plymouth Whalers (OHL)             |
| 4   | 105 | Michael Prapavessis | V     | Kanada                    | Toronto Lakeshore Patriots (OJHL)  |
| 4   | 115 | Brent Moran         | K     | Kanada                    | Niagara IceDogs (OHL)              |
| 5   | 135 | Miro Karjalainen    | V     | Finnország                | Jokerit U18 (Finn-Jr. U18)         |
| 6   | 154 | Aaron Haydon        | V     | Amerikai Egyesült Államok | Niagara IceDogs (OHL)              |
| 6   | 165 | John Nyberg         | BSz   | Svédország                | Frölunda Jr. (SvédJr)              |
| 7   | 195 | Patrick Sanvido     | V     | Kanada                    | Windsor Spitfires (OHL)            |